# Sint-Nicolaaskerk (Kotka)
De Kerk van de Heilige Nicolaas (Fins: Pyhän Nikolaoksen kirkko) is een orthodoxe kerk in Kotka, Finland.

## Geschiedenis
De kerk werd tussen 1799–1801 gebouwd naar het ontwerp van de architecte Jakov Perrin. Het kerkgebouw vertegenwoordigt het Russische neoclassicisme.
De bouw van de Nicolaaskerk vond plaats toen de Russen hun posities versterkten met de bouw van de dubbele zeevesting Ruotsinsalmi en Kymi en van het eiland Kotkansaari een versterkte stad maakten die de naam Ruotsinsalmi kreeg en later onderdeel werd van de toen nog niet bestaande gemeente Kotka. De kerk is gelegen in het centrum van het park Isopuisto.
Het interieur van de kerk onderscheidt zich aanmerkelijk van andere orthodox kerken door de aanwezigheid van een groot aantal beelden van engelen.

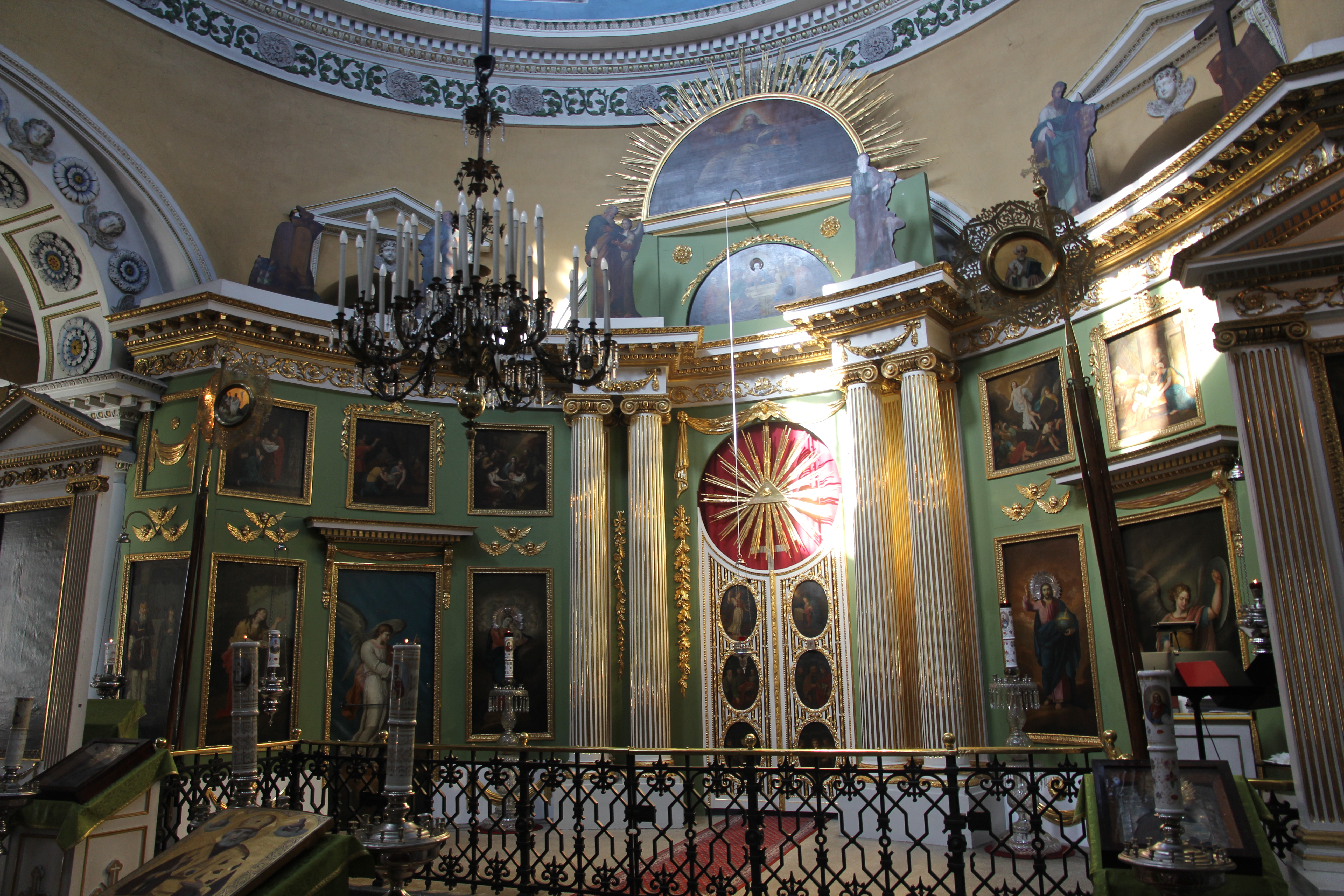
Iconostase